# یواس‌اس تیبری (ای‌ان-۳۴)
یواس‌اس تیبری (ای‌ان-۳۴) (به انگلیسی: USS Teaberry (AN-34)) یک کشتی بود که طول آن 163' 2" بود. این کشتی در سال ۱۹۴۱ ساخته شد.